# سرديان ريستيتش
سرديان ريستيتش هو لاعب كرة قدم صربي في مركز الهجوم، ولد في 10 أغسطس 1992 في جيلان في كوسوفو. لعب مع نادي ياغودينا.

## وصلات خارجية
- سرديان ريستيتش على موقع قاعدة بيانات كرة القدم.إي يو (الإنجليزية)
- سرديان ريستيتش على موقع Soccerway.com (الإنجليزية)
- سرديان ريستيتش على موقع عالم كرة القدم.نت (الإنجليزية)